# Haus Carstanjen

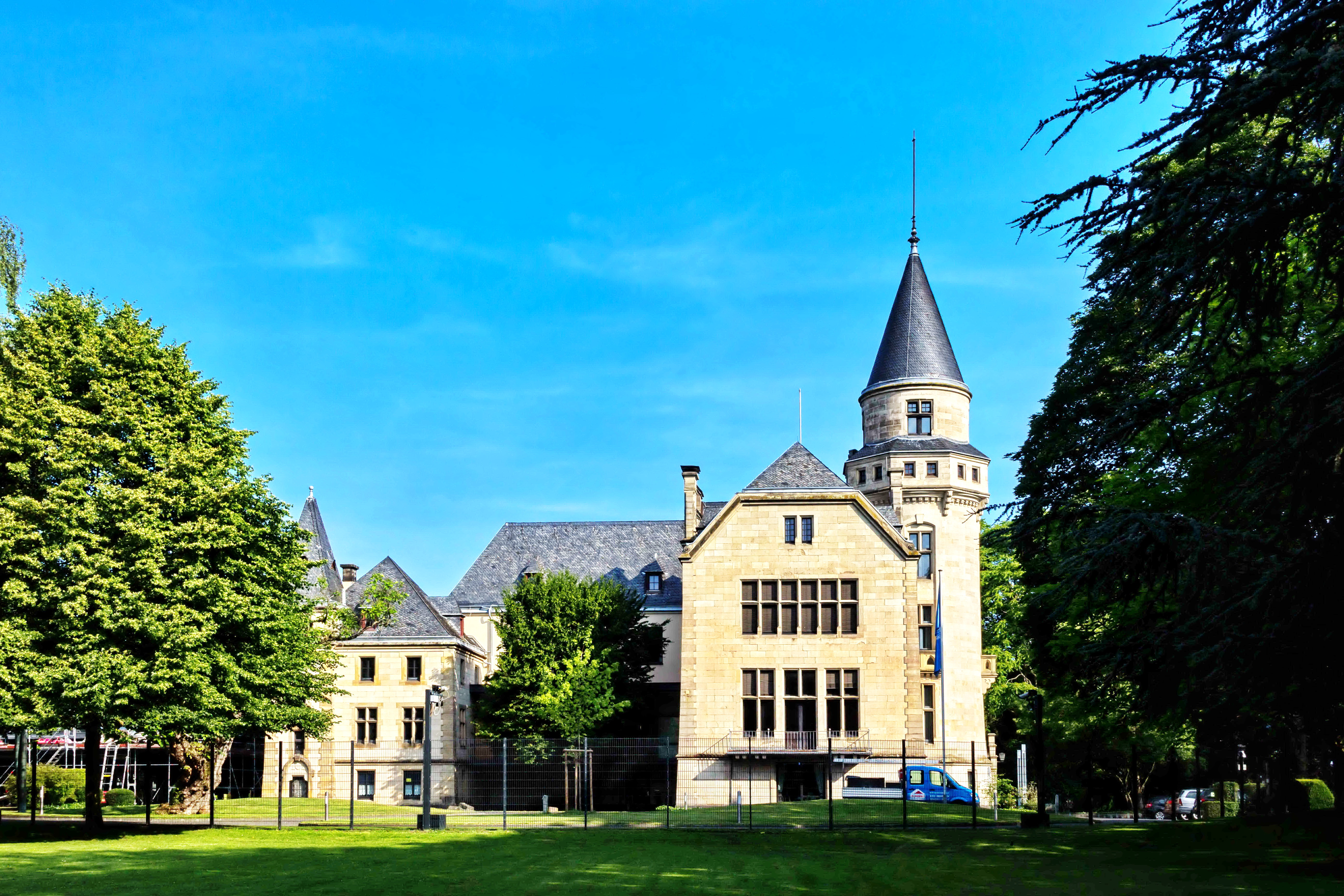
Haus Carstanjen, Ansicht vom Park

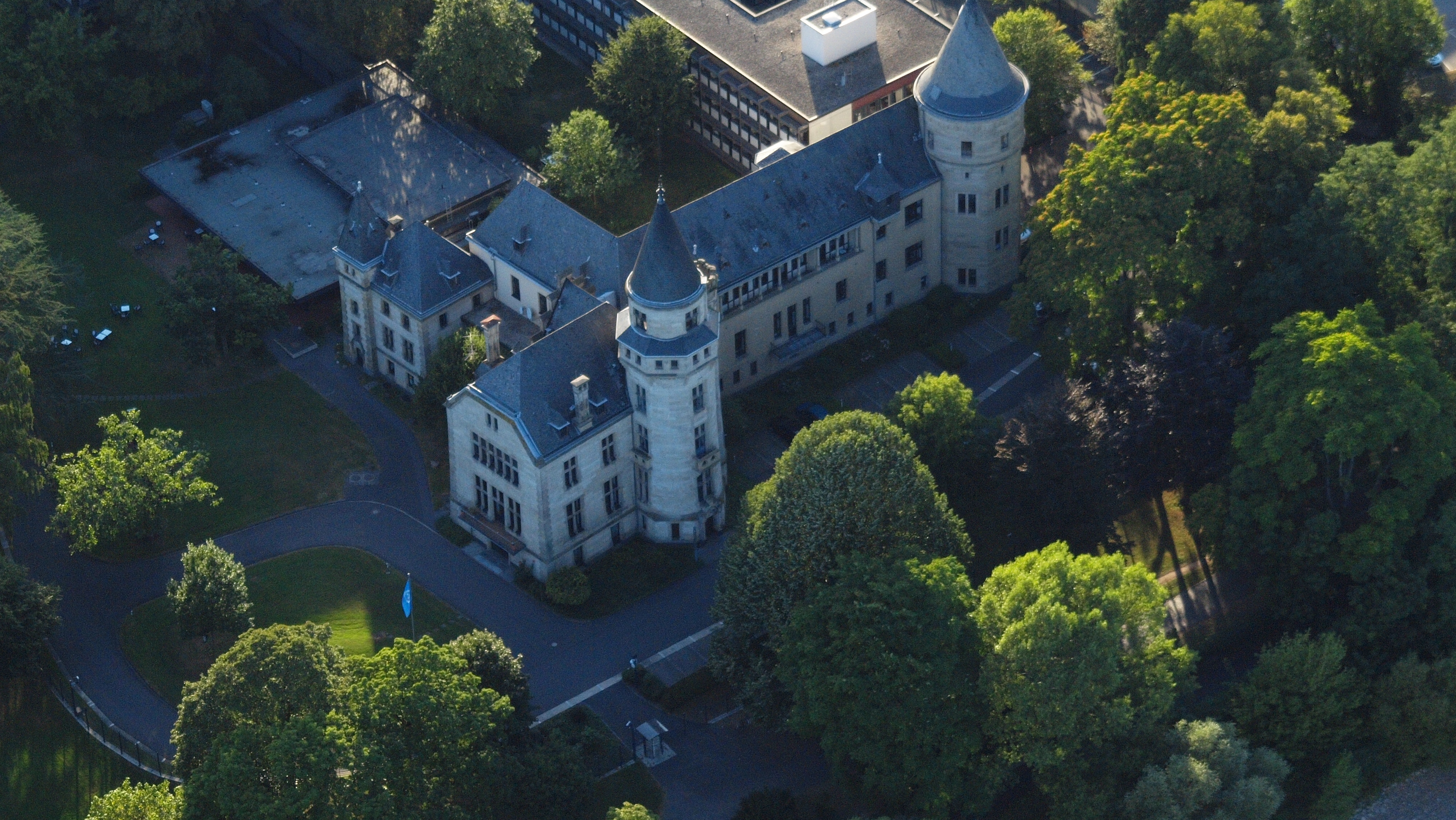
Luftaufnahme

Haus Carstanjen (auch Villa Carstanjen, Haus von Carstanjen) ist ein Schloss bzw. eine Villa in Plittersdorf, einem Ortsteil des Bonner Stadtbezirks Bad Godesberg. Es befindet sich oberhalb des Rheinufers (Von-Sandt-Ufer) an der Martin-Luther-King-Straße (Hausnummer 8) im Norden des Ortsteils und geht in seiner heutigen Form auf das Ende des 19. Jahrhunderts zurück. Das Anwesen steht einschließlich der Parkanlage als Baudenkmal unter Denkmalschutz und umfasst auch einen 1967–70 als Bürogebäude für das Bundesschatzministerium entstandenen Erweiterungsbau. Seit 1996 wird es von den Vereinten Nationen genutzt.

## Geschichte

### Auerhof
Das schlossartige Anwesen geht auf die „Plittersdorfer Aue“ bzw. den „Auerhof“, einen Fronhof des Klosters Heisterbach, zurück. Das Kloster hatte den Hof gemäß Urkunden als Allod 1197 teilweise und 1318 vollständig erworben. Im 18. Jahrhundert entstand der Kern des heutigen Baukörpers. Im Zuge der Säkularisation (1802) gelangte der Hof in Staatsbesitz und wurde am 24. Februar 1807 vom Bankier Abraham Schaaffhausen erworben.
Der Auerhof verfügte als sogenannte villa rustica über einen umfangreichen wirtschaftlich genutzten Landbesitz, im Jahre 1824 über 490 Morgen, der von Pächtern bewirtschaftet wurde. Der zur Villa gehörige Garten umfasste eine Fläche von 25 Morgen und verfügte über Obstplantagen und Treibhäuser, die auf Betreiben von Schaaffhausen und seiner Tochter Sibylle angelegt worden waren. Nach dem Tod Schaaffhausens 1824 ging das Anwesen in den Besitz seiner Tochter Sibylle und ihres Mannes Joseph Ludwig Mertens über. In Folge des Todes ihres Mannes (1842) musste Sibylle den Auerhof verkaufen. Neuer Eigentümer wurde 1847 die Familie Solf.

### Schloss Carstanjen
1881 erwarb der Kölner Bankier Wilhelm Adolf von Carstanjen (1825–1900, 1881 geadelt) die Villa und bestimmte sie zu seinem Sommersitz, als den er sie aber nur wenige Jahre nutzte und frühzeitig seinem Sohn Robert übergab. Vermutlich im Zusammenhang mit seiner Adelung wandelte er den Hof zum Fideikommiss um.:37 Er und sein Sohn Robert ließen anstelle des vorhandenen Gebäudes durch mehrfache Umbauten das heutige Schloss errichten:
- 1892 eine Erweiterung in neogotischen Formen nach Plänen der Architekten August Hartel und Skjøld Neckelmann (1854–1903)[4]
- 1894 ein neues Dörrhaus
- 1895–1896 eine Erweiterung nach Plänen des Kölner Architekten Johannes Baptist Kleefisch um einen Saalanbau an der Südostecke mit fünfgeschossigem Turm und einen Küchenanbau an der Südwestecke sowie die Errichtung des Mausoleums von Carstanjen
- 1906–1907 eine Aufstockung des alten Wohnhauses und der Anbau eines Nordturms[6]
- 1908 eine Gewächshausanlage
- 1918 eine 80 m lange Mauer für Spalierobst

Unter der Familie Carstanjen diente das Anwesen erneut als villa rustica und wurde laufend durch Landerwerbungen erweitert, der Schwerpunkt des Anbaus lag bei Äpfeln und Pflaumen.
Nach Vollendung des Umbaus wurde die Villa durch den Eigentümer Robert von Carstanjen 1907 als Schloss und der Hof mit einer Fläche von nunmehr 127 ha als Gut bezeichnet. Carstanjen nutzte das Anwesen in seinen letzten Lebensjahren als ständigen Wohnsitz. Nach dessen Tod verkaufte seine Witwe den Auerhof am 11. August 1941 an den Reichsfiskus (Heer), er diente in der Folge als Heeres-Lehrer-Akademie.:41

### Sitz von Bundeseinrichtungen
Im Zweiten Weltkrieg blieb Haus Carstanjen unbeschädigt und wurde nach Kriegsende von alliierten Besatzungstruppen beschlagnahmt. Nach der Bestimmung Bonns 1949 zum Regierungssitz der Bundesrepublik Deutschland wurde das Anwesen nach seiner Entlassung aus der Beschlagnahme Mitte November 1949 vom Land Nordrhein-Westfalen dem Bund zur Unterbringung des Bundesministeriums für Angelegenheiten des Marshallplanes („ERP-Ministerium“) angeboten. Nach der Zustimmung des Bundesfinanzministers Anfang Dezember 1949 erfolgten auf Kosten des Bundes sofortige Investitionen in Höhe von 200.000 D-Mark und später weiteren 311.000 DM unter anderem in die überalterten Wasserleitungen und Heizungsanlagen des Hauses.
Von 1950 bis zu dessen Auflösung 1969 beherbergte Haus Carstanjen das später mehrfach umbenannte ERP-Ministerium (zuletzt „Bundesschatzministerium“), zeitweise auch einen Teil des Bundesministeriums für Bauwesen, Raumordnung und Städtebau mit 120 Mitarbeitern (Stand: 1974) und bis 1996 mehrere Abteilungen des an die Stelle des Bundesschatzministeriums getretenen Bundesministeriums der Finanzen. Nachdem die verbliebenen Ställe und Scheunen mit dem Gewächshaus abgerissen worden waren, wurde von 1967 bis 1970 für das Bundesschatzministerium nach einem Entwurf von Manfred Adams als Mitglied der Planungsgruppe der Bundesbaudirektion (spätere Planungsgruppe Stieldorf) und unter künstlerischer Beratung von Sep Ruf bei Kosten von etwa 12,5 Millionen DM ein aus vier Gebäuden bestehender Anbau errichtet. In den 1970er Jahren verkaufte die Familie Carstanjen die Ländereien an den Bund, von denen Teile heute in den Rheinauenpark integriert sind.
1996 wurde der Gesamtkomplex Domizil der in Bonn ansässigen und in diesem Jahr neu hier angesiedelten UN-Organisationen. Der damalige UN-Generalsekretär Boutros Boutros-Ghali weihte den neuen UN-Standort am 20. Juni 1996 ein. Zunächst bezogen ab dem 1. Juli 1996 das Freiwilligenprogramm (UNV), das Regionale Informationszentrum (UNRIC), am 12. August das Sekretariat der Klimarahmenkonvention (UNFCCC) und am 5./6. Dezember das bereits zuvor in Bonn beheimatete Sekretariat des Übereinkommens zur Erhaltung wandernder wild lebender Tierarten (CMS) mit zunächst insgesamt etwa 200 Mitarbeitern das Haus Carstanjen. Während immer mehr UN-Institutionen das Gebäude bezogen, sanierte es der Bund für sieben Millionen Euro. Im Frühjahr 2006 ist der Großteil der Organisationen in den Langen Eugen umgezogen, um sie räumlich enger zusammenzufassen („UN-Campus“). Im Haus Carstanjen verblieb zunächst ein Teil des Klimasekretariats. Von 2008 bis 2011 wurden dort Sanierungs- und Umbaumaßnahmen bei Kosten von 4,5 Millionen Euro durchgeführt. 2010 wurde um das Gelände auf Veranlassung des UN Department of Security and Safety ein Sicherheitszaun gezogen. Am 1. Januar 2016 nahm im Haus Carstanjen das Wissenszentrum für nachhaltige Entwicklung der in Turin ansässigen Fortbildungsakademie des Systems der Vereinten Nationen (UNSSC) seine Arbeit auf.

## Architektur

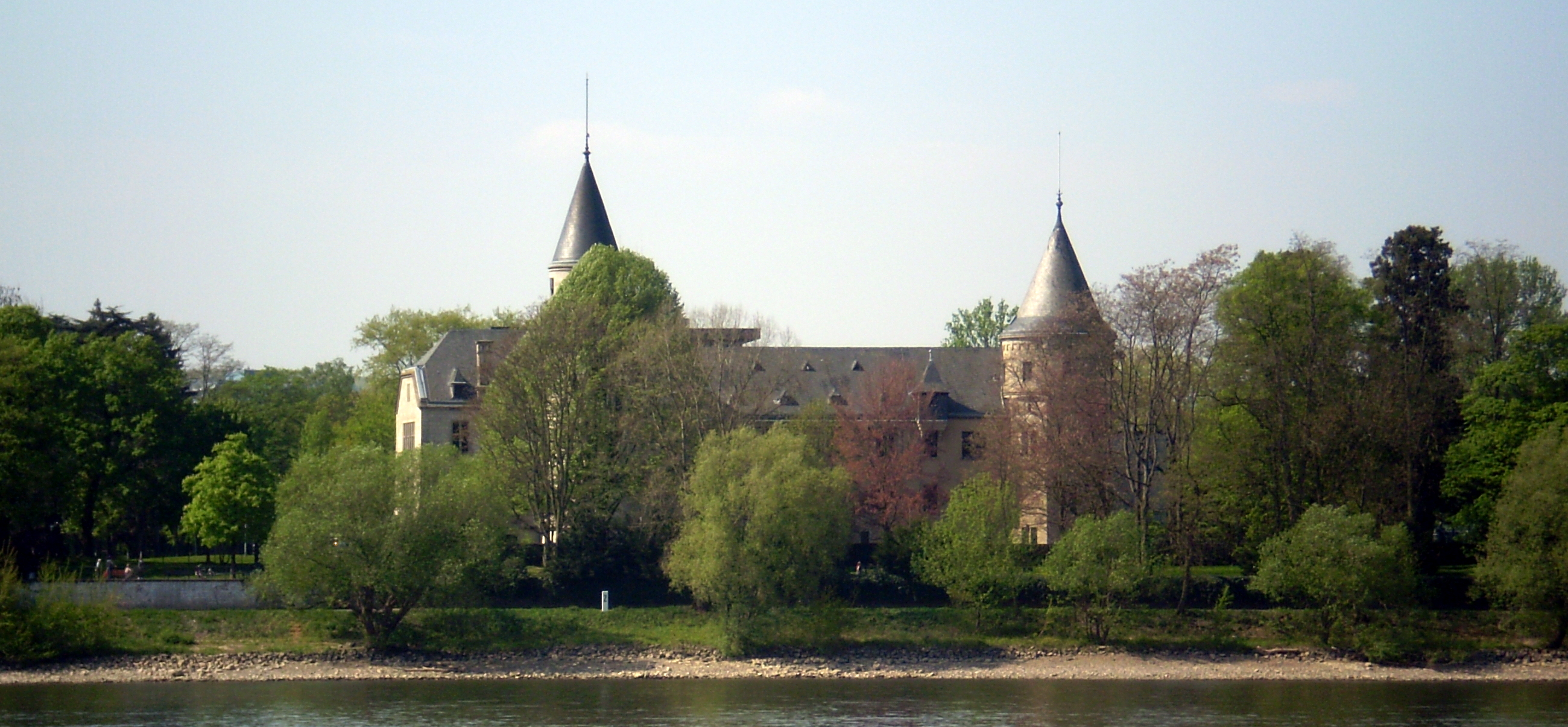
Rheinseite von Haus Carstanjen

Der Altbau besteht aus einem winkelförmigen, dreigeschössigen Baukörper, dem zwei Rundtürme aufgesetzt sind.
Der von 1967 bis 1970 errichtete Neubau besteht aus zwei hintereinanderliegenden, dreigeschossigen und längsrechteckigen Gebäuden, einem siebenstöckigen, vorgelagerten Hochhaus und einem Kantinen-Flachbau. Letzterer ist über Wandelgänge mit dem Hochhaus und dem Altbau verbunden, die Holzkonstruktion ist vollständig verglast. Nur durch eine freistehende Ziegelmauer wird eine Unterteilung in Café und Restaurant erreicht. Die Bürobauten sind in Stahlbetonskelett-Bauweise ausgeführt, ihnen sind stählerne Umgänge vertikalen Sonnenschutz-Stahlrohrgestängen vorgelagert.

„Das kompositorische Zusammenspiel der unterschiedlich dimensionierten, filigran gegliederten Baukörper entfaltet im Park des Schlosses große plastische Wirkung.“

„Der Kontrast des gotisierenden alten Hauses mit den kühlen Neubauten aus Stahl und Stahlbeton in dem alten Park ist sehr reizvoll.“

## Park Carstanjen
Der südlich vom Haus Carstanjen gelegene Park hat eine Größe von ca. 27.000 Quadratmetern und ist der Öffentlichkeit zugänglich. Der Park zeichnet sich durch einen vielfältigen und zum Teil sehr alten Baumbestand aus. Da im Jahr 2020 zahlreiche Bäume gefällt wurden, hat sich eine Anwohnerinitiative gebildet („Die Baumwächter“), die sich für den Erhalt des Baumbestands und den angemessenen Ersatz gefällter Bäume einsetzt.

## Mausoleum Carstanjen
2005 wurde das ca. 350 Meter weiter südlich gelegene Mausoleum von Carstanjen der Familie an die Bürgerstiftung Rheinviertel vererbt. Nach einer zweijährigen Renovierungsphase, welche 300.000 Euro in Anspruch nahm, wurde die seit Jahrzehnten vernachlässigte Grabstätte 2007 zu einer modernen Nekropole, die bis zu 3.000 Urnen aufnehmen kann.